# 頭流駅
頭流駅（トゥリュえき）は、大韓民国大邱広域市達西区にある大邱都市鉄道2号線の駅である。駅番号は(226)。

## 駅構造
- 島式ホーム1面2線の地下駅。

## 駅周辺
- 大邱市西部教育支援庁
- 内唐1洞住民センター
- 国民銀行内唐支店
- ウリィ銀行内唐支店
- NH農協銀行頭流支店
- 内唐4洞住民センター
- 大邱慶雲初等学校
- 慶雲中学校
- 達城高等学校
- 大邱新興初等学校
- 国民健康保険公団大邱地域本部
- 大邱広域市立頭流図書館
- 頭流公園
- 大邱銀行広場支店

## 歴史
- 2005年10月18日 - 頭流駅として開業。

## 利用状況
| 路線   | 利用人数 | 利用人数 | 利用人数 | 利用人数 | 利用人数 | 利用人数 | 利用人数 | 利用人数 | 利用人数 | 利用人数 |
| 路線   | 2005年   | 2006年   | 2007年   | 2008年   | 2009年   | 2010年   | 2011年   | 2012年   | 2013年   | 2014年   |
| ------ | -------- | -------- | -------- | -------- | -------- | -------- | -------- | -------- | -------- | -------- |
| ●2号線 | 5600人   | 7109人   | 7097人   | 7346人   | 7521人   | 7850人   | 8226人   | 8454人   | 8880人   | 8893人   |

## 隣の駅
大邱交通公社
●2号線
甘三駅 (225) - 頭流駅 (226) - 内唐駅(227)